# Manuel José de Zavala
Manuel José de Zavala y Acedo, III Conde de Villafuertes (Villafranca, Guipúzcoa, 7 de noviembre de 1772 - Alzo, Guipúzcoa, 6 de octubre de 1842) fue un aristócrata y político español, que ocupó numerosos cargos en la administración durante la primera mitad del siglo XIX. Fue alcalde de Tolosa, senador y Diputado General de Guipúzcoa. Creador del partido fuerista en Guipúzcoa. Su padre, José Martín de Zavala, fue alcalde de su localidad natal.

## Biografía
Nacido en la casa familiar de los Zavala, en la localidad guipuzcoana de Villafranca, desde su infancia residió en Tolosa, de la cual llegó a ser alcalde con sólo 19 años. Heredero de uno de los principalers linajes de propietarios rurales guipuzcoanos, que tradicionalmente dominaron las institucones del régimen foral: Juntas Generales y Diputación. Heredó el título de Conde de Villafuertes de un pariente suyo, José Francisco de Aramburu. Recibió una educación exquisita, primero a través de preceptores particulares y, posteriormente, probablemente en el Seminario de Vergara. 
Durante su formación se imbuyó del pensamiento ilustrado, lo que le llevó a formar parte de la Real Sociedad Bascongada de Amigos del País, y a identificarse con la generación posterior a la de los conocidos como los "caballeros de Azcoitia". 
Rico hacendado, fue una de las personas más poderosas de la provincia de Guipúzcoa en su época. Llegó a poseer seis mayorazgos, la mayoría situados en la cuenca media del río Oria, que abarcaban entre otros: caseríos, ferrerías, montes y palacios. Se estima que cinco mayorazgos le reportaban una renta anual de 74.783 reales.
Fue en diversas ocasiones Diputado general durante el reinado de Carlos IV. Cuando los franceses invaden España en 1808 es propietario de un gran patrimonio y de varias casas en la región. No colaboró con la ocupación francesa, por lo que no fue depurado al retirarse el invasor. Elegido diputado general por las Juntas de Deva (1813), es nombrado jefe político (gobernador civil) de Guipúzcoa, como prueba señalada de su confianza en la élite local. Se le encarga realizar la transición al régimen surgido de la Constitución de Cádiz. Zavala intentó hacer compatible el nuevo sistema constitucional con algunos elementos del viejo régimen foral, pero no lo consiguió. La aplicación uniformista del régimen común impedía cualquier tipo de particulariedad y privilegio foral. 
Renunció al cargo de Jefe político de Guipúzcoa, durante la última etapa del Trienio Liberal, y poco después, ante la llegada de los Cien mil hijos de san Luis, abandonó Guipúzcoa con otros liberales, refugiándose en Ferrol.
Personalidad liberal destacada, defendió la foralidad de su territorio, y formó parte de la Junta de Bayona encargada de promover una vía del carlismo pacífica y alejada de las armas, al finalizar la Primera Guerra Carlista. Fue senador entre 1834 y 1835, y se encargó de aplicar la ley en su territorio durante los primeros periodos del Constitución español. 
Murió en Alzo el 6 de octubre de 1842.